# Медиржак (комуна)
Медиржак (рум. Mădârjac) — комуна у повіті Ясси в Румунії. До складу комуни входять такі села (дані про населення за 2002 рік):
- Божила (287 осіб)
- Медиржак (900 осіб)
- Фрумушика (367 осіб)

Комуна розташована на відстані 304 км на північ від Бухареста, 27 км на південний захід від Ясс.

## Населення
За даними перепису населення 2002 року у комуні проживали 1554 особи, усі — румуни. Усі жителі комуни рідною мовою назвали румунську. За віросповіданням усі жителі комуни — православні.